# César Fermín Ochoa
César Fermín Ochoa (1924-Buenos Aires, 2003) fue un militar argentino, perteneciente al Ejército, que alcanzó la jerarquía de general de brigada. Ocupó el cargo de gobernador de facto de la provincia de Santiago del Estero, durante la dictadura autodenominada «Proceso de Reorganización Nacional», entre 1976 y 1981.

## Biografía
De origen vasco, egresó del Colegio Militar de la Nación como subteniente del arma de Infantería el 15 de julio de 1944.
Fue comandante de la IV Brigada de Infantería Aerotransportada, siendo coronel, unidad de la que también fue segundo comandante. Por otro lado, fue segundo comandante del III Cuerpo de Ejército, del que finalmente alcanzaría la titularidad, cuando alcanzó el generalato. Interinamente, también se desempeñó como comandante del V Cuerpo de Ejército.
A lo largo de su carrera militar, se desempeñó como docente en la Escuela Superior de Guerra y también, en la sede en la zona del Canal de Panamá, del Ejército del Sur de los Estados Unidos.
Se retiró en enero de 1974 del servicio activo. Posteriormente, fue designado gobernador de provincia de Santiago del Estero durante el «Proceso de Reorganización Nacional» por el presidente de facto Jorge Rafael Videla, cargo en que desempeñó del 7 de abril de 1976 al 10 de mayo de 1982. Durante su gestión se cometieron diversos secuestros y detenciones ilegales, como la de la dirigente Mercedes Aragonés, esposa del gobernador Carlos Juárez. Fue acusado de crímenes de lesa humanidad y Juárez, nuevamente electo gobernador provincial tras el retorno de la democracia en 1983, ordenó su detención y que fuese torturado a Antonio Musa Azar, quien terminaría detenido por crímenes de lesa humanidad cometidos, tanto en la dictadura como en democracia. En materia de infraestructura, fue construido el canal de Dios, que tenía por fin desviar aguas del caudal del río Salado.
Murió en su casa de Buenos Aires, afectado de mal de Parkinson y esclerosis múltiple en 2003.